# Raimo Glacier
 (mars 2024).
 (mars 2024).
La mise en forme du texte ne suit pas les recommandations de Wikipédia : il faut le « wikifier ».
Les points d'amélioration suivants sont les cas les plus fréquents :
- Les titres sont pré-formatés par le logiciel. Ils ne sont ni en capitales, ni en gras.
- Le texte ne doit pas être écrit en capitales (les noms de famille non plus), ni en gras, ni en italique, ni en « petit »…
- Le gras n'est utilisé que pour surligner le titre de l'article dans l'introduction, une seule fois.
- L'italique est rarement utilisé : mots en langue étrangère, titres d'œuvres, noms de bateaux, etc.
- Les citations ne sont pas en italique mais en corps de texte normal. Elles sont entourées par des guillemets français : « et ».
- Les listes à puces sont à éviter, des paragraphes rédigés étant largement préférés. Les tableaux sont à réserver à la présentation de données structurées (résultats, etc.).
- Les appels de note de bas de page (petits chiffres en exposant, introduits par l'outil «  Source ») sont à placer entre la fin de phrase et le point final[comme ça].
- Les liens internes (vers d'autres articles de Wikipédia) sont à choisir avec parcimonie. Créez des liens vers des articles approfondissant le sujet. Les termes génériques sans rapport avec le sujet sont à éviter, ainsi que les répétitions de liens vers un même terme.
- Les liens externes sont à placer uniquement dans une section « Liens externes », à la fin de l'article. Ces liens sont à choisir avec parcimonie suivant les règles définies. Si un lien sert de source à l'article, son insertion dans le texte est à faire par les notes de bas de page.
- La présentation des références doit suivre les conventions bibliographiques. Il est recommandé d'utiliser les modèles {{Ouvrage}}, {{Chapitre}}, {{Article}}, {{Lien web}} et/ou {{Bibliographie}}. Le mode d'édition visuel peut mettre en forme automatiquement les références.
- Insérer une infobox (cadre d'informations à droite) n'est pas obligatoire pour parachever la mise en page.

Pour une aide détaillée, merci de consulter Aide:Wikification.
Si vous pensez que ces points ont été résolus, vous pouvez retirer ce bandeau et améliorer la mise en forme d'un autre article.
 (mars 2024).
Raimo Glacier est un artisan glacier spécialisée dans la fabrication de glace. Cette société est installée 59-63 Bd de Reuilly  à Paris. Raimo Glacier est le plus ancien artisan glacier parisien de Paris,
Fondé en 1947, il produit aujourd'hui plus de 150 parfums de sorbets et glaces.

## Historique
Issus d'une formation hôtelière, après avoir abandonné la pâtisserie vers 1932, Jean Raimondo a travaillé dans différents établissements hôteliers prestigieux, dont l'hôtel Splendide à Aix-les-Bains, puis à Paris chez Laurent avenue Gabriel, et à l'hôtel Westminster au Touquet. Ces expériences ont forgé ses compétences dans les coulisses de l'hôtellerie, des cuisines à la réception. Les membres de la famille Raimondo, père et fils, étaient établis au 38 boulevard de Reuilly à Paris. Cependant, les circonstances de la guerre les ont contraints à quitter la ville. En 1946, à leur retour à Paris, ils ont transposé leur savoir-faire dans leur établissement au 1 boulevard de Picpus, reprenant ainsi l'ancienne enseigne Le Glacier Viennois.[réf. souhaitée]
Le fondateur de la maison, M. Raimondo père, avait appris le métier de pâtissier-glacier aux côtés de son cousin. L'idée de se lancer dans l'industrie de la crème glacée a germé en lui après avoir repris la fabrication de glaces en 1955, avec un accent particulier sur les techniques de l'hôtellerie et le service à la clientèle.[réf. souhaitée]
De retour dans l'entreprise familiale, Jean Raimondo a collaboré avec son père, apportant ses acquis de l'hôtellerie à l'orientation croissante de l'établissement vers la fabrication et la dégustation de glaces. Cette transition a marqué le début d'un nouvel essor pour la maison Raimo Glacier, confirmé ultérieurement par l'inauguration officielle de leur nouvelle installation, mettant en avant une expérience de dégustation unique et une diversité de produits qui satisfont une clientèle exigeante.[réf. souhaitée]
La maison Raimo, convaincue du potentiel de la glace, a élargi son offre pour satisfaire une clientèle de plus en plus exigeante. La famille a mis en avant la qualité de ses produits, préparant elle-même les ingrédients pour ses spécialités en gâteaux glacés.[réf. souhaitée]
En 2008, après une longue carrière, la famille fondatrice de Raimo cède l’affaire à trois investisseurs.[réf. souhaitée]
Francis Herlaut, passionné de gastronomie et actuel président de Raimo, contribue largement à la diversification de la carte, qui propose aujourd’hui plus de 150 parfums comme le yuzu, le litchi, la châtaigne et la pêche des vignes.[réf. souhaitée]

## Renommée
Raimo est cité dans de nombreux articles de presses spécialisées : Vanity Fair, Le Figaro, Télérama, etc. Christophe Michalak reconnaitra que la Glace Raimo est l'une des meilleures au monde.